# Élection présidentielle polonaise de 2015
L’élection présidentielle polonaise de 2015, sixième élection présidentielle de la IIIe République, est un scrutin visant à élire le président de la république de Pologne pour un mandat de cinq ans. Elle se tient les 10 mai et 24 mai 2015, quelques mois avant les élections législatives de l'automne.
Le premier tour, qui se tient le 10 mai 2015 voit s'opposer onze candidats. Andrzej Duda, candidat du parti conservateur Droit et justice (PiS), et le président sortant Bronisław Komorowski, soutenu par le parti libéral Plate-forme civique (PO), se qualifient tous les deux pour le second tour de l'élection, qui se tient le 24 mai 2015. À l'issue de celui-ci, Duda est finalement élu président de la République avec 8 630 627 voix et 51,5 % des suffrages exprimés contre 8 112 311 voix et 48,4 % des suffrages exprimés en faveur de Komorowski.
Le 6 août 2015, Andrzej Duda est investi président de la République après avoir prêté serment devant l'Assemblée nationale.

## Contexte

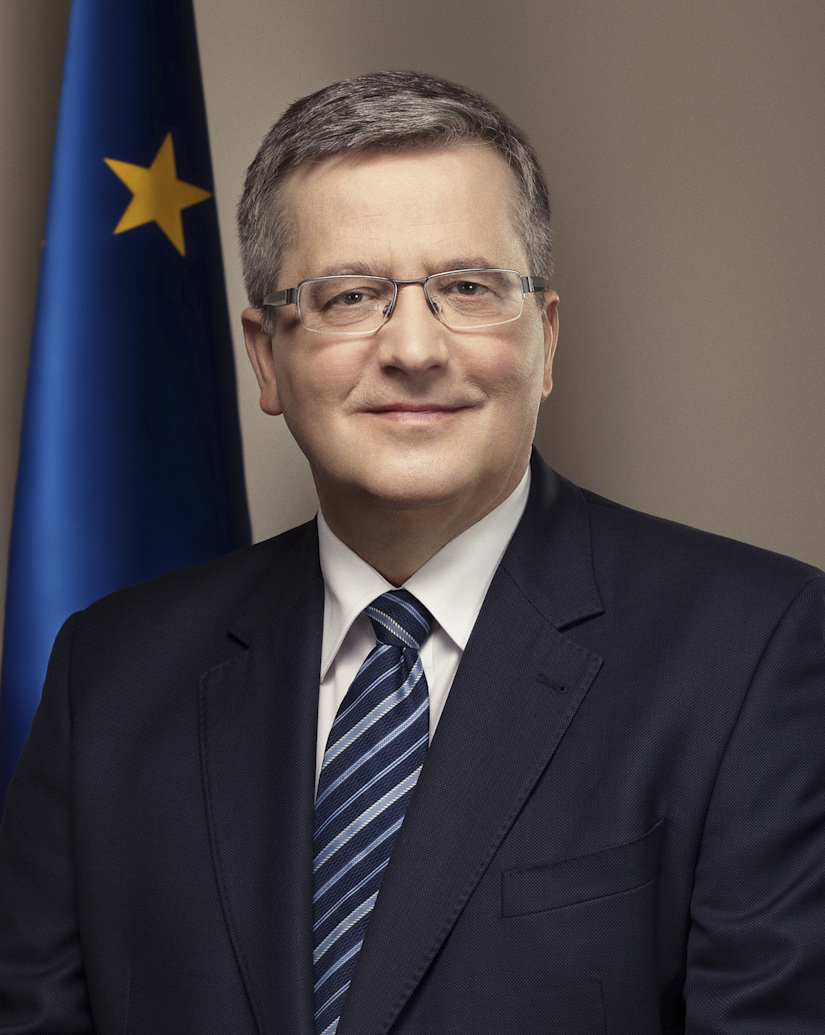
Le président sortant, Bronisław Komorowski.

Le 10 avril 2010, le président de la république de Pologne en exercice, le conservateur Lech Kaczyński, meurt lors d'un accident d'avion, à Smolensk, en Russie. Une élection présidentielle anticipée est alors convoquée par le président de la Diète, Bronisław Komorowski, chargé par la Constitution d'assurer l'intérim de la présidence de la République et candidat du parti libéral de la Plate-forme civique (PO), lequel était opposé à la politique menée par le président Kaczyński. Quelques semaines plus tard, l'ancien président du Conseil des ministres, Jarosław Kaczyński, frère jumeau du défunt chef de l'État, annonçait sa candidature. Le 20 juin, ces deux candidats sont qualifiés pour le second tour de l'élection, mais doivent, pour que l'un d'eux soit élu, compter avec les voix de Grzegorz Napieralski, candidat de l'Alliance de la gauche démocratique (SLD), qui choisit de se rallier à la candidature de Komorowski, lequel est confortablement élu président de la République avec un peu plus de 53 % des voix,. Pendant sa campagne électorale, il avait promis de soutenir la politique menée par le gouvernement libéral de centre droit de Donald Tusk et, malgré son manque de charisme et une hausse progressive des chances de Kaczyński, le candidat de la majorité parlementaire était le favori des sondages tout au long de la campagne présidentielle.
Le 9 octobre 2011, la PO, le parti dont était membre l'actuel chef de l'État, remportait les élections parlementaires et conservait alors sa majorité à la Diète comme au Sénat ; ces élections sont cependant marquées par l'émergence d'un mouvement laïc, le Mouvement Palikot, dont le résultat très satisfaisant, soit un peu plus de 10 % des voix, surprend compte tenu du poids conséquent de l'Église catholique dans la société polonaise, au détriment de la SLD, qui perd de nombreux sièges à la Diète. Le président du Conseil des ministres sortant, Donald Tusk, chef du parti, constituait ensuite un nouveau gouvernement. Celui-ci, désigné président du Conseil européen au mois d'août 2014, est remplacé à la tête du gouvernement par la présidente de la Diète, Ewa Kopacz, qui dirige depuis un gouvernement essentiellement constitué des poids lourds des partis de la majorité parlementaire que sont la Plate-forme civique (PO) et le Parti paysan polonais (PSL).
Mis à part Lech Kaczyński, mort dans l'exercice de ses fonctions, tous les présidents de la IIIe république de Pologne ont présenté leur candidature pour un second mandat présidentiel.

## Modalités du scrutin

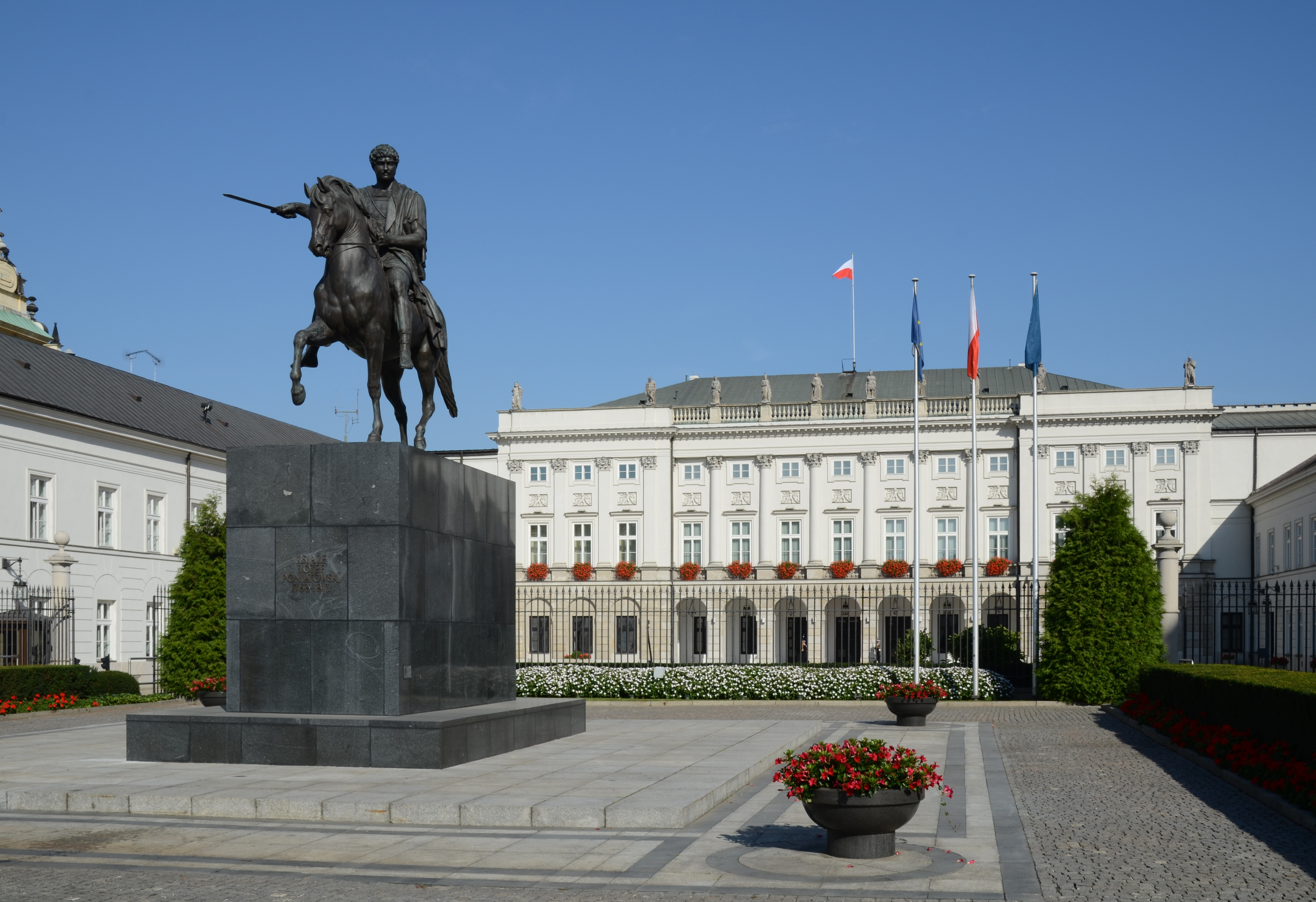
Le palais présidentiel de Varsovie, résidence officielle du président de la république de Pologne

D'après la Constitution, le président de la république de Pologne est élu pour cinq ans au scrutin uninominal majoritaire à deux tours par les citoyens polonais. Il ne dispose pas de pouvoirs étendus, contrairement au président du Conseil des ministres. Le chef de l'État peut néanmoins s'opposer à une loi en imposant son droit de veto législatif qui ne peut être levé par la Chambre basse qu'à la majorité qualifiée des trois cinquièmes.
Conformément à l'article 128 de la Constitution polonaise, l'élection présidentielle est organisée au cours d'un jour non travaillé placé entre le soixante-quinzième et le centième jour précédent la fin du mandat du président de la République, un second tour éventuel pouvant être organisé deux semaines plus tard. Le choix de la date revient au président de la Diète.
Les candidats à l'élection présidentielle doivent se faire connaître auprès de la Commission électorale nationale cinquante-cinq jours avant le scrutin, en ayant réuni 1 000 signatures d'électeurs en leur faveur. Représentés par un comité électoral d'au moins 15 membres, ils ont ensuite dix jours pour collecter cette fois 100 000 signatures de soutien. Les candidats doivent avoir au minimum 35 ans au jour de l'élection. Les candidats nés avant le 1er août 1972 doivent par ailleurs s'être soumis aux obligations liées à la lustration.
Le président de la république de Pologne, élu pour un mandat de cinq ans dont il peut solliciter l'unique renouvellement, tient ses prérogatives de la Constitution polonaise. Chef des forces armées polonaises, il doit représenter la Pologne en son sein comme à l'étranger, ratifie les accords internationaux, nomme les membres du gouvernement et ratifie les lois. Il jouit d'un droit de veto lorsqu'il se permet de contester une loi approuvée par le Parlement, qu'il a le droit de dissoudre si le gouvernement devait lui en faire la demande.

## Candidats
Les candidats suivants ont, au 26 mars 2015, constitué un comité électoral reconnu par la commission électorale nationale, et obtenu le soutien de 100 000 électeurs. Au total, une femme et dix hommes se présentent à cette élection présidentielle, ce qui porte à onze le nombre de candidats.
| Candidat                                   | Candidat             | Âge    | Parti                                    | Idéologie                                                         |
| ------------------------------------------ | -------------------- | ------ | ---------------------------------------- | ----------------------------------------------------------------- |
| Braun, Grzegorz Grzegorz Braun             | Grzegorz Braun       | 48 ans | Indépendant                              | Souverainisme Monarchisme Euroscepticisme                         |
| Duda, Andrzej Andrzej Duda                 | Andrzej Duda         | 42 ans | Droit et justice (PiS)                   | Démocratie chrétienne Social-conservatisme Euroscepticisme modéré |
| Jarubas, Adam Adam Jarubas                 | Adam Jarubas         | 40 ans | Parti paysan polonais (PSL)              | Agrarisme Démocratie chrétienne                                   |
| Komorowski, Bronisław Bronisław Komorowski | Bronisław Komorowski | 62 ans | Indépendant                              | Démocratie chrétienne Néolibéralisme Pro-européen                 |
| Korwin-Mikke, Janusz Janusz Korwin-Mikke   | Janusz Korwin-Mikke  | 72 ans | KORWiN                                   | Libéral-conservatisme Euroscepticisme Monarchisme                 |
| Kowalski, Marian Marian Kowalski           | Marian Kowalski      | 50 ans | Mouvement national (RN)                  | Ultranationalisme Euroscepticisme                                 |
| Kukiz, Paweł Paweł Kukiz                   | Paweł Kukiz          | 51 ans | Indépendant                              | Démocratie participative                                          |
| Ogórek, Magdalena Magdalena Ogórek         | Magdalena Ogórek     | 36 ans | Alliance de la gauche démocratique (SLD) | Progressisme Social-démocratie                                    |
| Palikot, Janusz Janusz Palikot             | Janusz Palikot       | 50 ans | Ton Mouvement (TR)                       | Libéralisme Progressisme Anticléricalisme                         |
| Tanajno, Paweł Paweł Tanajno               | Paweł Tanajno        | 39 ans | Démocratie directe (DB)                  | Démocratie participative Libéralisme Régionalisme                 |
| Wilk, Jacek Jacek Wilk                     | Jacek Wilk           | 40 ans | Congrès de la Nouvelle droite (KNP)      | Libéral-conservatisme Euroscepticisme                             |

## Campagne

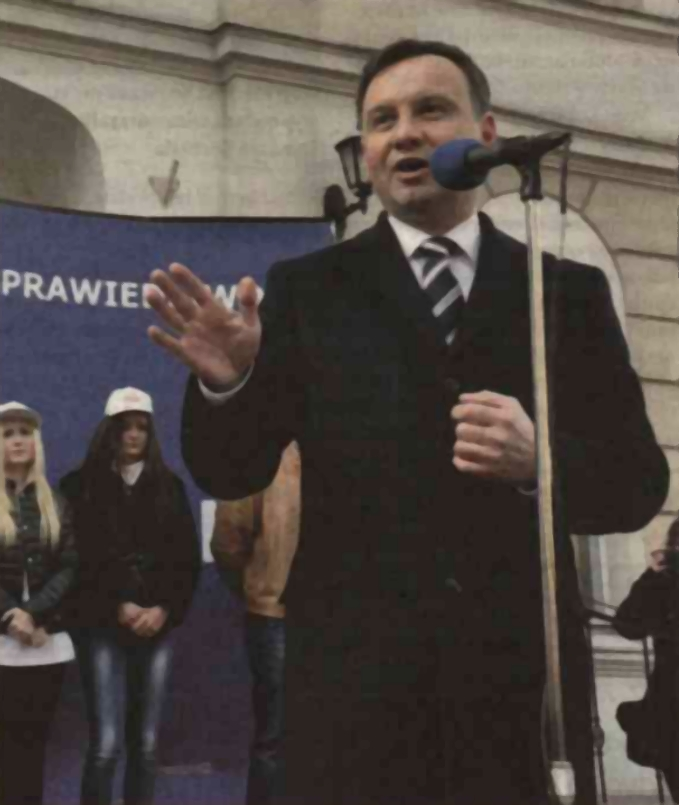
Andrzej Duda en campagne à Prudnik (mars 2015).

### Déclarations de candidature
Longtemps pressenti pour se présenter à l'élection présidentielle, l'ancien président du Conseil Jarosław Kaczyński, chef du parti Droit et justice (PiS) et frère jumeau de l'ancien président Lech Kaczyński, avait fait acte de candidature en 2012 avant de renoncer pour appuyer celle de l'un de ses fidèles, Andrzej Duda. Celui-ci, député européen, est formellement désigné par son parti durant une réunion publique, le 11 novembre 2014.
Le 9 janvier 2015, le président de l'Alliance de la gauche démocratique (SLD) annonce que son parti soutient la candidature de la journaliste Magdalena Ogórek. Un temps pressenti, le député (SLD) Ryszard Kalisz avait finalement renoncé à présenter une candidature dissidente avant de soutenir indirectement celle d'Ogórek,. Elle est la seule femme candidate à cette élection présidentielle.
Le Parti paysan (PSL), présidé par Janusz Piechociński, allié de la Plate-forme civique au sein du gouvernement a décidé de présenter son propre candidat. Le 31 janvier 2015, le président du parti présente le maréchal de la voïvodie de Sainte-Croix, Adam Jarubas, comme le candidat de son mouvement.
Élu en 2010, Bronisław Komorowski arrive au terme de son mandat de cinq ans. Présenté comme le grand favori de cette élection présidentielle, le chef de l'État sortant annonce sa candidature à sa propre succession le 5 février 2015. La Plate-forme civique, parti libéral majoritaire au Parlement dont il est issu, se rallie à sa candidature. Bien avant que ne commence la campagne électorale, plusieurs sondages le donnent vainqueur dès le premier tour,.
Janusz Korwin-Mikke, député européen, candidat aux précédentes élections présidentielles, dit vouloir représenter un courant conservateur et nationaliste. Après son exclusion du Congrès de la Nouvelle droite (KNP) en janvier 2015, il fonde un nouveau parti, la Coalition pour la restauration de la liberté et de l'espoir de la République, dans l'optique d'une candidature à l'élection présidentielle. Le 9 mars 2015, il est le premier candidat dont la candidature est officialisée par la commission électorale.
L'entrepreneur Janusz Palikot, député à la Diète, se déclare candidat de son parti, Ton Mouvement. Celui-ci l'investit sans surprise à l'issue d'un bureau politique.
D'autres candidats, de moindre envergure, sont investis par leur formation respective ou se présentent comme indépendants de tout parti : l'écrivain et réalisateur Grzegorz Braun, écrivain et réalisateur, partisan de l'instauration d'une monarchie cléricale en Pologne ; Marian Kowalski, 50 ans, se présente comme le candidat du Mouvement national (RN), parti nationaliste fondé en 2012 ; Paweł Kukiz, chanteur et acteur, militant pour l'adoption de la démocratie directe en Pologne, se présente en tant que candidat indépendant ; l'entrepreneur Paweł Tanajno est investi candidat par le parti Démocratie directe (DB) ; enfin, Jacek Wilk, avocat de 40 ans, se porte candidat à l'élection présidentielle pour le Congrès de la Nouvelle droite (KNP) en février 2015, après l'exclusion de Janusz Korwin-Mikke.

### Dates du scrutin
Le mandat du président Komorowski courant jusqu'au 6 août 2015, l'élection est organisée entre le 27 avril et le 22 mai 2015, pour un second tour entre le 11 mai et le 5 juin 2015. Le 4 février 2015, le président de la Diète, Radosław Sikorski, fixe la date du premier tour au 10 mai 2015, un second tour devant être organisé deux semaines plus tard, soit le 24 mai, si aucun candidat ne remporte la majorité des suffrages au premier tour. Les candidats ont ainsi jusqu'au 16 mars 2015 pour mettre en place des comités de soutien (Komitet Wyborczy), constitués d'un minimum de 15 personnes soutenus par 1 000 citoyens. La date de début de la campagne électorale est fixée au 26 mars 2015, date à laquelle les comités de soutien des candidats devront avoir récolté la signature de 100 000 citoyens pour voir leur candidature validée par la commission électorale nationale (Państwowa Komisja Wyborcza).
Le choix de la date du premier tour de l'élection est critiqué par Andrzej Duda, candidat d'opposition (PiS). La date retenue est en effet placée deux jours après les commémorations du 70e anniversaire de la fin de la Seconde Guerre mondiale, et ce alors que le président Komorowski a annoncé son intention d'organiser une cérémonie internationale à Gdańsk le 8 mai. Pour le chef de l'État, les cérémonies prévues sur le site de la bataille de Westerplatte n'affecteront pas le résultat des élections, Bronisław Komorowski considérant que les électeurs auront déjà établi leurs convictions à cette date et rappelant que la gauche et d'autres candidats pourraient profiter, eux, des festivités organisées à l'occasion de la fête du travail le 1er mai et de la fête nationale le 3 mai.

### Qualification des candidatures
Le 17 mars 2015, la commission électorale indique avoir reçu 23 candidatures, ayant jusqu'au 26 mars pour réunir les conditions nécessaires pour se présenter devant les électeurs. Le 18 mars, une attaque terroriste au musée du Bardo de Tunis fait trois victimes polonaises. En réaction, Bronisław Komorowski et Andrzej Duda annoncent suspendre leurs campagnes respectives.
Le 1er avril, la commission électorale publie la liste définitive des 11 candidats admis à se présenter le 10 mai, alors que la campagne est marquée par une polémique sur l'utilisation de l'image du pape Jean-Paul II.

## Sondages
À la fin de l'année 2014, quelques mois avant l'élection présidentielle et bien avant que le président sortant Komorowski n'annonce sa candidature, un sondage réalisé par TNS Polska le donne largement vainqueur du scrutin dès le premier tour, avec 56 % des voix contre 17 % pour le principal candidat de l'opposition, Andrzej Duda. Le 25 janvier 2015, une autre enquête, réalisée par Millward Brown, donne Komorowski largement victorieux avec 62 % d'intentions de vote contre seulement 18 % pour Duda et cela dès le premier tour.
Progressivement, les intentions de vote en faveur du chef de l'État sortant, après sa déclaration de candidature, s'amenuisent en faveur d'Andrzej Duda, sans que celui-ci ne parvienne à dépasser le président Komorowski dans les sondages. Alors que l'hypothèse d'un second tour devient plus que probable, toutes les enquêtes donnent Komorowski vainqueur avec une avance significative qui, toutefois, se rétrécit : crédité de 65 % d'intentions de vote face à Duda si tous les deux devaient s'affronter au second tour, selon un sondage réalisé par CBOS et publié le 11 février 2015, Komorowski perd cependant plusieurs points pour ne devancer Duda que de quelques points comme pour cette enquête de Millward Brown, publiée trois jours avant le premier tour, le 7 mai 2015, qui donne le président sortant vainqueur avec 54 % des voix contre 41 % pour Duda.

## Résultats

### Au niveau national
| Candidats                | Candidats                | Partis                   | Premier tour | Premier tour | Second tour | Second tour |
| Candidats                | Candidats                | Partis                   | Voix         | %            | Voix        | %           |
| ------------------------ | ------------------------ | ------------------------ | ------------ | ------------ | ----------- | ----------- |
|                          | Andrzej Duda             | PiS                      | 5 179 092    | 34,76        | 8 630 627   | 51,55       |
|                          | Bronisław Komorowski     | Sans                     | 5 031 060    | 33,77        | 8 112 311   | 48,45       |
|                          | Paweł Kukiz              | Sans                     | 3 099 079    | 20,80        |             |             |
|                          | Janusz Korwin-Mikke      | KORWiN                   | 486 084      | 3,26         |             |             |
|                          | Magdalena Ogórek         | SLD                      | 353 883      | 2,38         |             |             |
|                          | Adam Jarubas             | PSL                      | 238 761      | 1,60         |             |             |
|                          | Janusz Palikot           | TR                       | 211 242      | 1,42         |             |             |
|                          | Grzegorz Braun           | Sans                     | 124 132      | 0,83         |             |             |
|                          | Marian Kowalski          | RN                       | 77 630       | 0,52         |             |             |
|                          | Jacek Wilk               | KNP                      | 68 186       | 0,56         |             |             |
|                          | Paweł Tanajno            | DB                       | 29 785       | 0,20         |             |             |
|                          |                          |                          |              |              |             |             |
| Suffrages exprimés       | Suffrages exprimés       | Suffrages exprimés       | 14 898 934   | 99,16        | 16 742 938  | 98,52       |
| Votes blancs et nuls     | Votes blancs et nuls     | Votes blancs et nuls     | 124 952      | 0,84         | 250 231     | 1,48        |
| Total                    | Total                    | Total                    | 15 023 886   | 100          | 16 993 169  | 100         |
| Abstention               | Abstention               | Abstention               | 15 664 684   | 51,04        | 13 716 112  | 44,66       |
| Inscrits / participation | Inscrits / participation | Inscrits / participation | 30 688 570   | 48,96        | 30 709 281  | 55,34       |

Représentation des résultats du second tour :
| Andzej Duda (51,55 %) |  |  | Bronisław Komorowski (48,45 %) |
| ▲                     |  |  |                                |
| Majorité absolue      |  |  |                                |

### Parpowiat
- Andrzej Duda
- Bronisław Komorowski

### Analyse
Alors que les enquêtes d'opinion donnaient le président sortant en tête de ce premier tour de scrutin, c'est le candidat conservateur Andrzej Duda qui termine premier. Avec 34,76 % des voix, il devance Bronisław Komorowski de 0,99 point. Si la qualification de ces deux hommes était prévisible, elle révèle que le candidat du parti Droit et justice (PiS) a élargi son électorat en se concentrant sur les questions sociales, qui ne font pourtant pas partie des compétences présidentielles, alors que Bronisław Komorowski, soutenu par la Plate-forme civique (PO), a préféré, lui, fonder sa campagne sur les questions de défense nationale et sur son bilan.
L'autre surprise de ce premier tour est le résultat très important de Paweł Kukiz ; crédité de près de 21 % des voix, il réalise un score bien plus élevé que les sondages d'opinion ne le créditaient durant la campagne. La presse polonaise estime qu'avec un tel résultat, il est devenu le « faiseur de roi » de cette élection présidentielle.
Vainqueur de l'élection, Andrzej Duda prend finalement ses fonctions de président de la République le 6 août 2015,